# 寶島金融詐騙案
寶島金融詐騙案是發生於2018年的臺灣，涉及不實宣傳、掏空資金與惡性倒閉的區塊鏈群眾募資龐氏騙局，為台灣規模最大的首次代幣發行詐騙案件。臺灣基隆市市長謝國樑與臺灣藝人黃立成被指控涉案。由於案發於臺灣區塊鏈眾籌監管的法律空窗期，本案並未涉及任何司法調查與起訴定罪。

## 背景
首次代幣發行（英語：Initial Coin Offering，簡稱ICO），也稱首次代幣發售、區塊鏈眾籌，2016年後在全球各地流行。運作方式仿照證券的首次公開發行，以固定價格限額銷售即將上市的區塊鏈代幣。與受到金融監管機構嚴格管制的證券首次募資不同，於2017年下半年之前，區塊鏈代幣即便具有部份證券的金融投機性質，在大多數國家並未受到任何法律監管，也不被認定為證券。
區塊鏈代幣的上市與募資不需要政府機關查核，參與首次代幣發行的資金門檻較證券低，人們預期未上市的加密貨幣在交易所正式上市後會上漲，因此在各地廣為流行引發投資熱潮，同時出現許多操縱市場價格的行為，也有許多區塊鏈新創在代幣發行後即惡性倒閉。2017年下半年，美國、歐盟、中國、香港等地的金融主管機構認定首次代幣發行的狂熱影響金融秩序，開始介入與嚴格管制境內的ICO發行活動。
然而台灣直到2019年金融主管機關才明確發出行政函令認定ICO涉及證券募資需要嚴格管制，同年才有首次代幣發行相關的詐欺訴訟。因此在2017年至2019年間，台灣為全球少數區塊鏈募資活動沒有任何監管的飛地，這段法律空窗期吸引黃立成等人在台灣延續ICO熱潮，進行寶島金融等加密貨幣項目的首次發行。

## 事件經過
2018年初，國民黨籍前立委、基隆二信董事謝國樑、藝人黃立成、Czhang Lin以及Ryan Terribilini四人共同創立寶島金融資產管理公司，四人各自持有公司四分之一的股權，由謝國樑出任公司的唯一董事並擔任首任CEO執行長，同時聘請林之晨擔任團隊顧問，宣稱要在台灣推動「加密之島夢」。
該年四月寶島金融宣布將進行平台的區塊鏈代幣FMF的首次發行，以一顆以太坊代幣（ETH）換取15000顆寶島金融代幣（FMF）的價格進行募資。4月底宣佈向天使投資者募得22000顆以太幣，在5月底向群眾公開募資，同樣募得22000顆以太幣，共計44000顆以太幣，在2018年時市值達2400萬美元，約為7.4億新台幣。當時寶島金融團隊暗示，未來將會迅速上市於大型中心化的加密貨幣交易所，以此吸引投資人購買寶島金融的代幣。然而FMF在ICO之後，並未如期於大型加密貨幣交易所上市，僅在六月初於去中心化交易所IDEX上市，於九月上市於中小型中心化交易所，在上市後價格迅速崩跌。
在6月22日，在未公開揭露下，有22000顆以太坊代幣被從寶島金融管理的金庫地址中提出，同日謝國樑推動寶島金融公司的股權回購，以公司資金買回了謝國樑、黃立成以及Czhang Lin三人持有的股份，並宣布辭去職務退出寶島金融，改由Ryan Terribilini出任CEO。項目大半資金被挪用、團隊初始成員突然退出以及開發停滯，導致FMF的價格持續下跌，自2018年六月上市到十二月底，FMF價格下跌超過90%，在2019年價格持續下探，並於該年10月於所有交易所全面下市。寶島金融在發展過程中涉及不實宣傳、掏空資金以及惡性倒閉，因此被參與投資的社群認定為詐騙案件。

## 調查
本事件的調查主要圍繞在被挪用的22000顆以太幣流向以及可能主使者。2022年6月，英語自媒體「區塊鏈偵探」ZachXBT發表了針對黃立成與本事件的調查報告。報告中他認為黃立成主導的區塊鏈項目多次失敗，存在惡意倒貨與道德問題，從寶島金融公司的股權異動紀錄以及區塊鏈金流流向推論，黃立成、謝國樑、Czhang Lin可能為事件中挪用資金事件的主使者與受益者。
調查報告認為謝國樑將10500顆ETH轉移到幣安（Binance）交易所的帳號，另一筆11000顆ETH則是黃立成挪用於他創立的其他區塊鏈項目，可能與秘銀在幣安交易所的上市計劃相關，其中2000顆ETH則被發送至另一共同創辦人Czhang Lin持有的地址。此外，2019年洩漏的一份錄音檔當中，寶島金融第二任CEO Ryan Terribilini表示他聯絡了多位創投公司與天使投資者，詢問為何不對挪用公司資金的謝國樑與黃立成採取法律行動，他們歸因於兩人在台灣是有權勢的人物且部分投資人放棄處理。
對此調查報告中的說法，黃立成堅決否認，並在2023年6月在美國德州法院向報告撰寫者ZachXBT提起毀謗訴訟，ZachXBT則公開募集訴訟費用回擊。然而不久後，ZachXBT便因為黃立成撤銷告訴，修改了2022年調查報告內文的說法，改口黃立成僅是寶島金融的顧問，不再強調他是事件主使者。

## 影響
在2022年中華民國地方公職人員選舉時，參選基隆市市長的謝國樑團隊回應此事件，主張謝國樑在此事件無不當之處，謝國樑是因為無法通過台灣合法執照申請，才被迫退出寶島金融，並指控Ryan Terribilini才是捲款跑路的主事者，有心人士需要停止抹黑。謝國樑始終拒絕親自回應此事件，黃立成則聲稱，自己是不知情的顧問，謝國樑也同樣是不知情的受害者。謝國樑未受此爭議事件影響，贏得了2022年基隆市市長選舉。在2024年基隆市長罷免案發起前後，寶島金融案因為謝國樑其他爭議事件再次被提起。
由於區塊鏈眾籌在當時台灣尚未受到法律規範，台灣司法與金融主管機構並未主動對此事件進行任何銀行法、詐欺罪與證券交易法等經濟犯罪的調查，也未有人主動向寶島金融提起訴訟，沒有人因此事件被起訴或定罪。台灣金融監督管理委員會於2019年7月3日正式發函認定區塊鏈眾籌涉及證券募資，區塊鏈眾籌在台灣受到更嚴格的監管。